# Prix du Concile de Constance
 (septembre 2020).

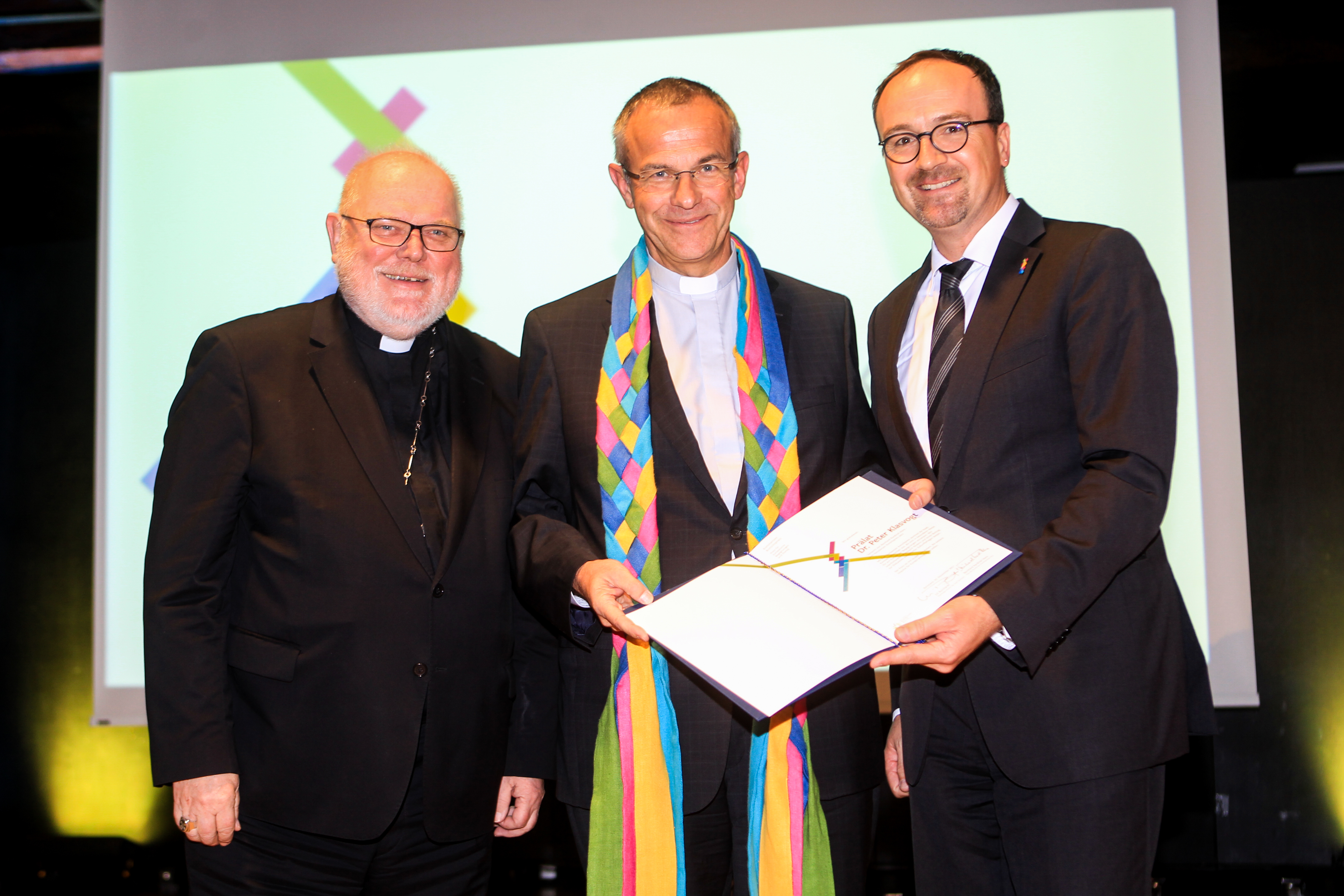
Reinhard Cardinal Marx, Prélat Peter Klasvogt et maire Uli Burchardt à la remise du Prix du concile de Constance 2017.

Le prix du concile de Constance ou prix des rencontres et du dialogue européens (Konstanzer Konzilspreis. Preis für europäische Begegnungen und Dialog) est décerné tous les deux ans dans la ville de Constance en Allemagne. Il récompense les initiatives artistiques, culturelles, scientifiques ou politiques qui contribuent au dialogue sur l'avenir de l'Europe. 
Décerné pour la première fois en 2015 dans le cadre du 600e anniversaire du concile de Constance, il accorde un prix de 10 000 euros. Il distingue un engagement dans les domaines de la société civile, de la science, de l'art et de la culture, de la politique et des affaires.
La cérémonie de remise des prix a lieu aux alentours du 5 novembre, date choisie en mémoire de l'ouverture du concile de Constance du 5 novembre 1414. Les candidatures se font par le biais du parrainage : une personnalité de renommée européenne désigne un lauréat méconnu  afin de lui faire bénéficier de sa notoriété.

## Histoire
Le prix du concile de Constance a été lancé en 2014 dans le cadre des célébrations du 600e anniversaire du concile de Constance. Constance fut, du concile de 1414 (la plus grande conférence de tout le Moyen Âge), à la première conférence internationale pour la paix et l’amitié (organisée juste avant le déclenchement de la Première Guerre mondiale), un lieu de discussion et de développement de l'idée européenne.
De 1414 à 1418, des personnes de toute l'Europe sont venues au concile de Constance afin de mettre fin au grand schisme d'Occident, la division de l'Église. L'Église et la foi étaient les seules institutions de l'époque à jouir d'une reconnaissance illimitée dans toute l'Europe. Sans connaître l'idée d'une Europe unie, les membres de l'Église ont cherché un accord à travers les principautés et les frontières impériales. Pour ce faire, ils se sont engagés sur le chemin conciliaire de la rencontre et du dialogue. Avec l'Europe d'aujourd'hui, le concile de Constance combine l'idée de surmonter les frontières par la rencontre et la compréhension, en stimulant les échanges interculturels et en renforçant la conscience de la communauté européenne.

## Récompense
Chaque prix du Prix du concile de Constance est parrainé par une personnalité identifiable à l'Europe. Le parrainage est désigné par le comité de sélection mis en place par le Curatorium, le Concilium. Le Concilium examine les propositions reçues des citoyens et choisit parmi eux un sponsor.
Le parrain est une personnalité publique connue pour son engagement européen, qui se sent lié à l'histoire européenne et qui dispose d'une importante notoriété. Après sa nomination, le parrain sélectionne le lauréat, l'aide à attirer l'attention des médias, lui ouvre des portes et fait son éloge lors de la cérémonie de remise des prix.
Le lauréat est une personnalité ou une initiative qui promeut les échanges en Europe et contribue à la discussion des questions européennes sur l'avenir. Jusqu'à présent, le lauréat était généralement peu connu, mais la célébrité va s'accuentuant après le décernement de ce prix du concile, à résonnance mondiale.

### Curatorium
Le Curatorium du prix du concile de Constance se compose de 35 personnalités issues de la politique, des médias, des affaires, des sciences, de la culture et de la religion. Elles apportent volontairement leurs connaissances et leurs contacts en faveur du prix du concile de Constance, et favorisent le développement des procédures de garantie de l'indépendance du comité du prix par rapport à la politique quotidienne.

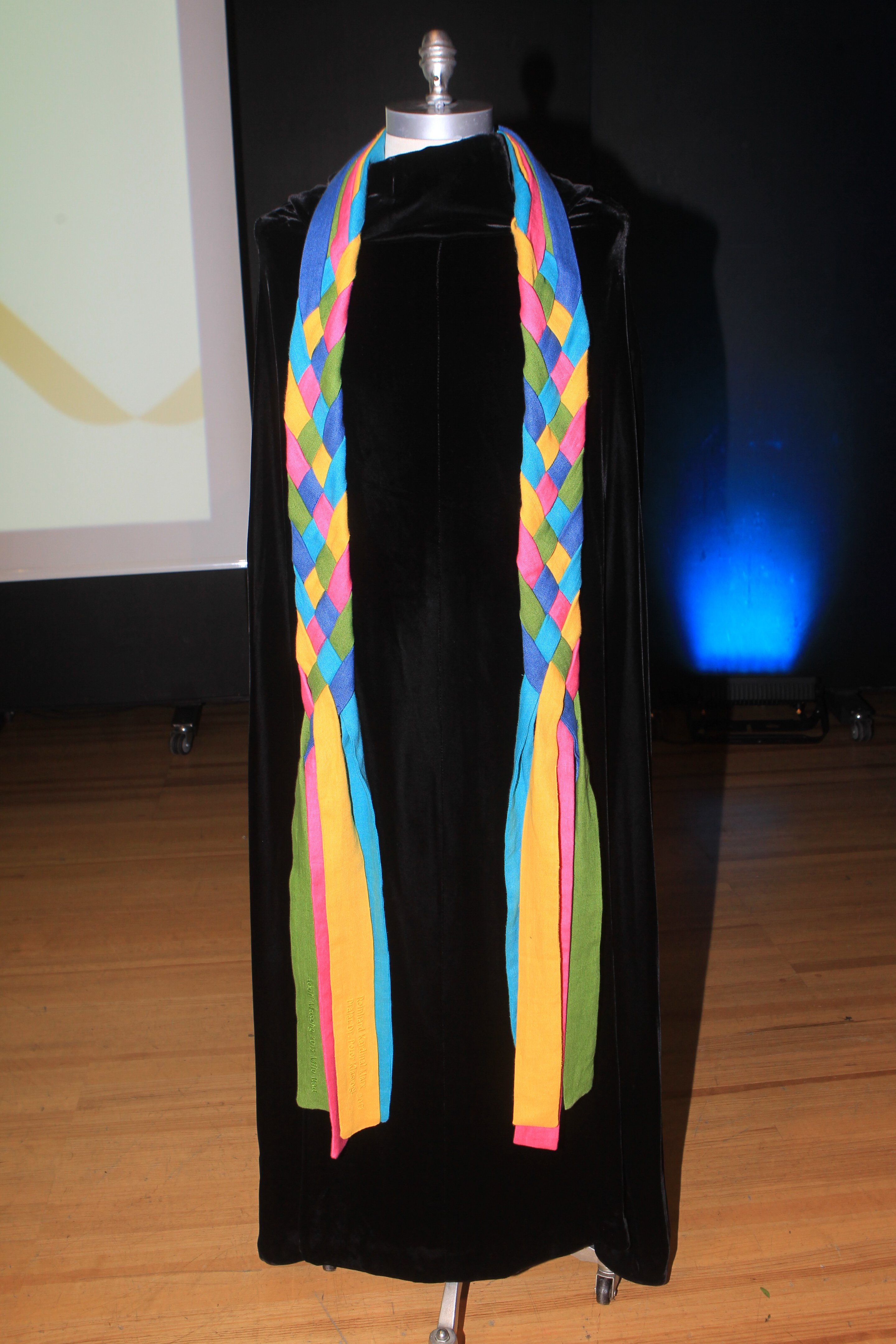
Écharpe de Konstanzer Konzilspreis

Membres du conseil d'administration (à compter de juin 2020) : 
- Werner Allgöwer ;
- Ruth Bader, directrice générale Bodenseeforum Konstanz ;
- Bettina Bernadotte, directrice générale de Mainau GmbH ;
- Edgar Bohn, PDG de BGV Badische Versicherungen ;
- Thomas Martin Buck, professeur d’histoire et de sa didactique, université d’éducation de Fribourg ;
- Uli Burchardt, maire de Constance ;
- Jochen Cornelius-Bundschuh, évêque régional de l'Église évangélique de Baden ;
- Antje von Dewitz, directeur général Vaude ;
- Ulrich Dohle ;
- Lisa Sophia Friedrich, directrice générale de Kliniken Schmieder ;
- Peter Friedrich, ancien ministre pour le Conseil fédéral, l'Europe et les Affaires internationales du Bade-Wurtemberg ;
- Evelyne Gebhardt, membre du Parlement européen ;
- Ulrike Guérot, Professeur de politique européenne et de recherche sur la démocratie, université du Danube Krems ;
- Ernst Hebeker ;
- Dieter Jahn, Conseil universitaire de l'université de Constance ;
- Andreas Jung, membre du Bundestag allemand ;
- Julia Klöckner, ministre fédérale de l'Alimentation et de l'Agriculture ;
- Hanns-Peter Knaebel, PDG de Röchling SE & Co. KG ;
- Monika Knill-Kradolfer, membre du gouvernement du canton de Thurgovie ;
- Renate Köcher, directrice générale de l'Institut für Demoskopie Allensbach ;
- Kerstin Krieglstein, recteur de l’Université de Constance ;
- Kristina Larischová, consul général de la République tchèque à Munich ;
- Klaus Mangold ;
- Carsten Manz, président de l’université des sciences appliquées, de la technologie, des affaires et du design de Constance ;
- Wolfgang Schäuble, président du Bundestag ;
- Peter Schneider, président du Sparkassenverband Baden-Württemberg ;
- Stefanie Schneider, directrice émettrice de SWR State Baden-Württemberg ;
- Linn Selle ;
- Dorothea Weltecke, professeur d'histoire des religions, séminaire historique à l'université Goethe de Francfort ;
- Götz Werner, fondateur et conseil de surveillance de dm-drogerie markt ;
- Jossi Wieler, réalisateur ;
- Rainer Wiesner ;
- Bettina Würth, présidente du conseil consultatif du Groupe Würth ;
- Tomáš Zima, recteur de l'université Charles de Prague ;
- Robert Zollitsch, archidiocèse de Fribourg.

### Concilium
Le Concilium est l’organe désigné par le Curatorium pour désigner le promoteur. Il comprend 13 membres et est composé de six représentants du Curatorium, de trois représentants du Konstanzer Konzilsverein (l'Association du concile de Constance), de deux représentants du conseil municipal de Constance, d'un représentant des étudiants de Constance, désigné pour deux ans soit par la représentation des étudiants de l'université de Constance soit par le comité des étudiants de la Hochschule Konstanz (HTWG), ainsi que le maire de Constance en tant que membre de plein droit.
Le Concilium est composé pour une période de quatre ans, commençant les années avec une année paire.

## Liste des parrains et des lauréats
| Année     | Parrain                | Lauréats              |
| --------- | ---------------------- | --------------------- |
| 2015      | Adolf Muschg           | Milo Rau              |
| 2017      | Cardinal Reinhard Marx | Prélat Peter Klasvogt |
| 2019      | Herman Van Rompuy      | Mohamed El Bachiri    |
| 2021/2022 | Nicola Sturgeon        | Sigrid Rieuwerts      |

## Disposition
Dans le cadre de la cérémonie de remise des prix, le lauréat recevra une ceinture tissée de cinq rubans colorés. Les noms des parrains et des lauréats sont brodés pour chaque prix, de sorte qu'au fil du temps, l'écharpe devienne un témoignage de l'engagement européen et de l'histoire du prix du concile de Constance. La ceinture est unique et reste à Constance. Elle a été conçue dans le cadre d'un concours par Michael Huynh.